# Hormigueros
Hormigueros est une commune de Porto Rico, dans la Mer des Caraïbes. Elle compte 15 654 habitants en 2020.

## Histoire
Cette commune a notamment été le théâtre de la mort de Filiberto Ojeda Ríos, le chef d'un mouvement indépendantiste portoricain, mais aussi braqueur de Wells Fargo, le 23 septembre 2005, tué par des membres du FBI, dans une ferme où il s'était retranché.

## Personnalités liées à la municipalité
- Segundo Ruiz Belvis, révolutionnaire portoricain, né à Hormigueros en 1829.
- Filiberto Ojeda Ríos (1933-2005), militant indépendantiste Portoricain.